# Allagash
Allagash és una població dels Estats Units a l'estat de Maine (EUA). Segons el cens del 2000 tenia 277 habitants.

## Demografia
Segons el cens del 2000, Allagash tenia 277 habitants, 140 habitatges, i 82 famílies. La densitat de població era de 0,8 habitants per km².
Dels 140 habitatges en un 18,6% hi vivien nens de menys de 18 anys, en un 45,7% hi vivien parelles casades, en un 7,9% dones solteres, i en un 41,4% no eren unitats familiars. En el 38,6% dels habitatges hi vivien persones soles el 28,6% de les quals corresponia a persones de 65 anys o més que vivien soles. El nombre mitjà de persones vivint en cada habitatge era d'1,98 i el nombre mitjà de persones que vivien en cada família era de 2,56.
Per edats la població es repartia de la següent manera: un 14,4% tenia menys de 18 anys, un 6,1% entre 18 i 24, un 17,7% entre 25 i 44, un 36,8% de 45 a 60 i un 24,9% 65 anys o més.
L'edat mediana era de 50 anys. Per cada 100 dones de 18 o més anys hi havia 107,9 homes.
La renda mediana per habitatge era de 18.125 $ i la renda mediana per família de 26.250 $. Els homes tenien una renda mediana de 26.875 $ mentre que les dones 17.813 $. La renda per capita de la població era d'11.968 $. Entorn del 15,1% de les famílies i el 18,8% de la població estaven per davall del llindar de pobresa.